# 拉迪卡爾 (密蘇里州)
拉迪卡爾（英語：Radical）是位於美國密蘇里州斯通縣的鬼鎮。

## 歷史
拉迪卡爾的郵局於1878年設立，其後於1944年停運。

## 地理
拉迪卡爾所處的海拔為高於海平面279米（即915英呎），而該地所採用的時區為UTC-6，即北美中部時區（CST）。同時該地設有夏令時間，為UTC-6調快一小時，即UTC-5（CDT）。